# Gmach Pocztowej Kasy Oszczędności w Łodzi
Gmach Pocztowej Kasy Oszczędności w Łodzi – kamienica znajdująca się przy ulicy Narutowicza 45 w Łodzi, nazywana również „kamienicą pod Atlasami” lub „domem pod Atlasami”.

## Historia

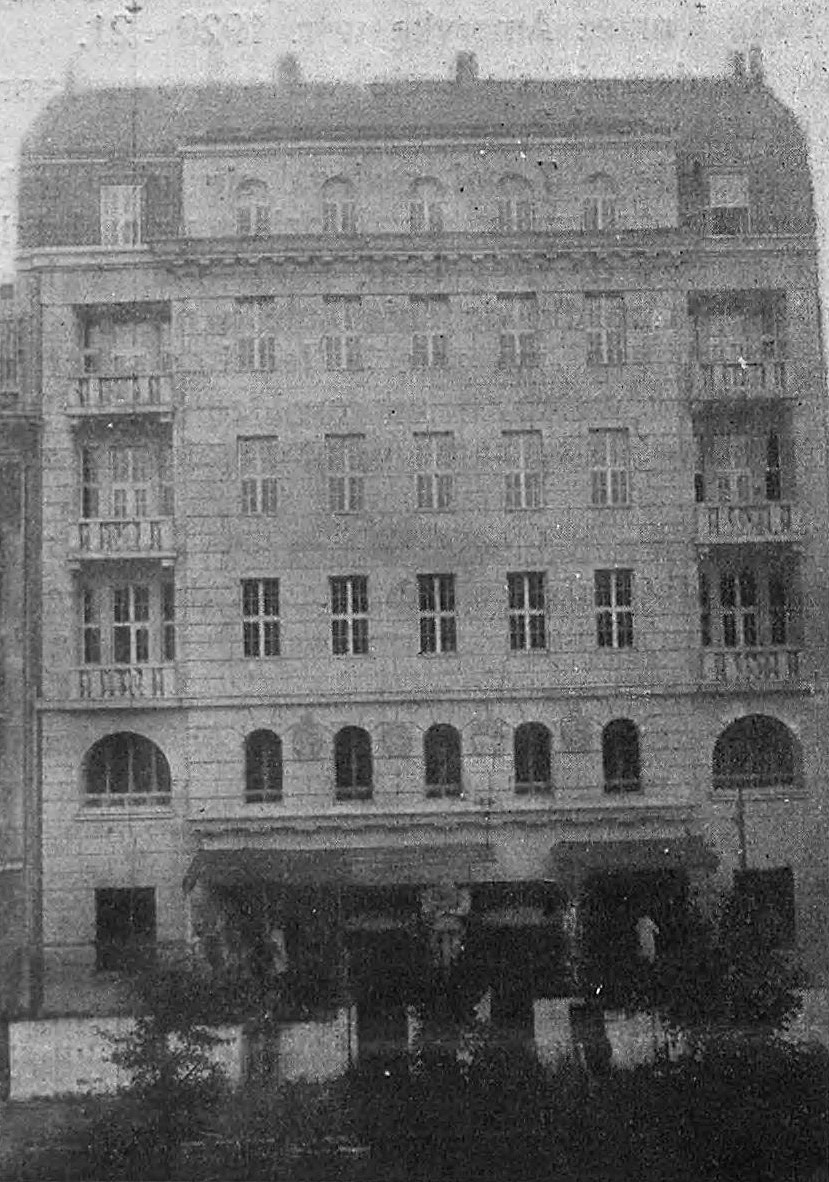
Budynek w 1925

### XIX w.
W 1894 roku właścicielem parceli (wtedy pod numerem hipotecznym 1210 przy ul. Dzielnej) był Bereł Izraelowicz Kinzder, który nabył ją od Dawida Szmulowicza za kwotę dziewięciu tysięcy rubli. W kolejnych latach wielokrotnie zmieniała ona właścicieli, aż w 1910 roku Chaim Weintraub nabył ją za kwotę dwunastu tysięcy rubli. Następnego roku opracowano projekt budynku oraz rozpoczęto jego budowę. Autorem projektu architektonicznego był Bernard Landau.
Niedługo po rozpoczęciu budowy, nieruchomość ponownie sprzedano, tym razem małżeństwu Aleksandra i Frajndly Sander, natomiast w 1912 roku nabyli ją od nich bracia Moszka-Judka i Henoh Goldbergowie. Do 1914 roku kamienica przy ul. Dzielnej 45 była już gotowa w stanie surowym, lecz dalsze prace przy jej budowie przerwał wybuch I wojny światowej.

### Dwudziestolecie międzywojenne
W listopadzie 1918 roku działka wraz z kamienicą została sprzedana przez braci Goldbergów za cenę osiemdziesięciu pięciu marek Dwojrze i Majcie Goteil oraz Cypejrze Werehowker. Rok później Samuel Goteil wysłał do władz miejskich prośbę o wydanie mu zezwolenia na wykończenie poddasza i postawienie brakującej części dachu. W prośbie powołał się na zaginiony w czasie wojny plan budynku, który zatwierdzony został w 1913 roku przez Urząd Gubernialny Piotrkowski. Budowa kamienicy zakończyła się dopiero kilka lat później.
W roku 1924 budynek został zakupiony za sumę pięciuset dwudziestu miliardów marek przez Pocztową Kasę Oszczędności, która postanowiła pod tym adresem zorganizować oddział terenowy. Gmach został ostatecznie wykończony, ale już według zmienionego projektu, wykonanego przez Józefa Handzelewicza. Rok później gmach był gotowy, jednak oficjalne otwarcie oddziału dla klientów (z udziałem m.in. wojewody łódzkiego Władysława Jaszczołta i prałata ks. dr. Jana Bączka) nastąpiło dopiero 11 maja 1930 roku. Biura oddziału PKO mieściły się w gmachu do końca lat międzywojennych (obsługę klientów przeniesiono w roku 1936 do zakupionego przez PKO gmachu przy al. Tadeusza Kościuszki 15).

### Okres powojenny
W 1973 roku powstał projekt techniczny instalacji centralnego ogrzewania, a sześć lat później przeprowadzono adaptację pomieszczeń biurowych, znajdujących się na pierwszym piętrze kamienicy, na lokale mieszkaniowe. W 1983 roku sień wejściowa została przerobiona na pomieszczenia sklepu muzycznego, co wiązało się między innymi z zamurowaniem otworu drzwiowego pomiędzy sienią a klatką schodową.
W 2010 roku, na zlecenie wspólnoty mieszkaniowej, przeprowadzono renowację elewacji.

## Architektura
Obecnie budynek przedstawia typ czteropiętrowego domu mieszkalnego z interesującą wieloosiową fasadą o masywnych formach. Elewację kamienicy zdobi charakterystyczna dekoracja stworzona z dużej skali posągów Atlantów.
Kamienica wzniesiona została jako budynek frontowy dwu- oraz dwuipółtraktowy na rzucie zbliżonym kształtem do prostokąta. Na planie widoczny jest nieznacznie wysunięty czteroosiowy ryzalit frontowy oraz silnie wysunięty i zamknięty trójbocznie ryzalit klatki schodowej usytuowany od strony podwórza. W partii parteru, w trzeciej osi od lewej strony znajdują się drzwi do sieni, natomiast w następnej osi usytuowana została przelotowa brama wjazdowa mieszcząca wejście na klatkę schodową.
Na tak rozplanowanym rzucie wzniesiony został sześciokondygnacyjny budynek posiadający podpiwniczenie oraz nieużytkowe poddasze. Bryła kamienicy przykryta została dwuspadowym, stromym dachem. Na wysokości najwyższej, szóstej kondygnacji, w skrajnych jej osiach zastosowany został dach mansardowy.
Budynek reprezentuje popularny w tamtym czasie typ budowli frontalnej niezamkniętej od tyłu, z bocznymi oficynami, w których znajdowały się pomieszczenia gospodarcze oraz mniejsze pomieszczenia mieszkalne z osobnymi wejściami. Od strony podwórza bezpośrednio do bryły kamienicy przylegają dwie jednotraktowe i pięciokondygnacyjne oficyny posiadające podpiwniczenie oraz wysunięte ryzality mieszczące klatki schodowe. Pozostałe oficyny, oddalone od głównej bryły budowli posiadają już tylko czterykondygnacyjne. Wszystkie oficyny nakryte zostały dachami pulpitowymi charakteryzującymi się niewielkim kątem nachylenia połaci.

### Atlanci

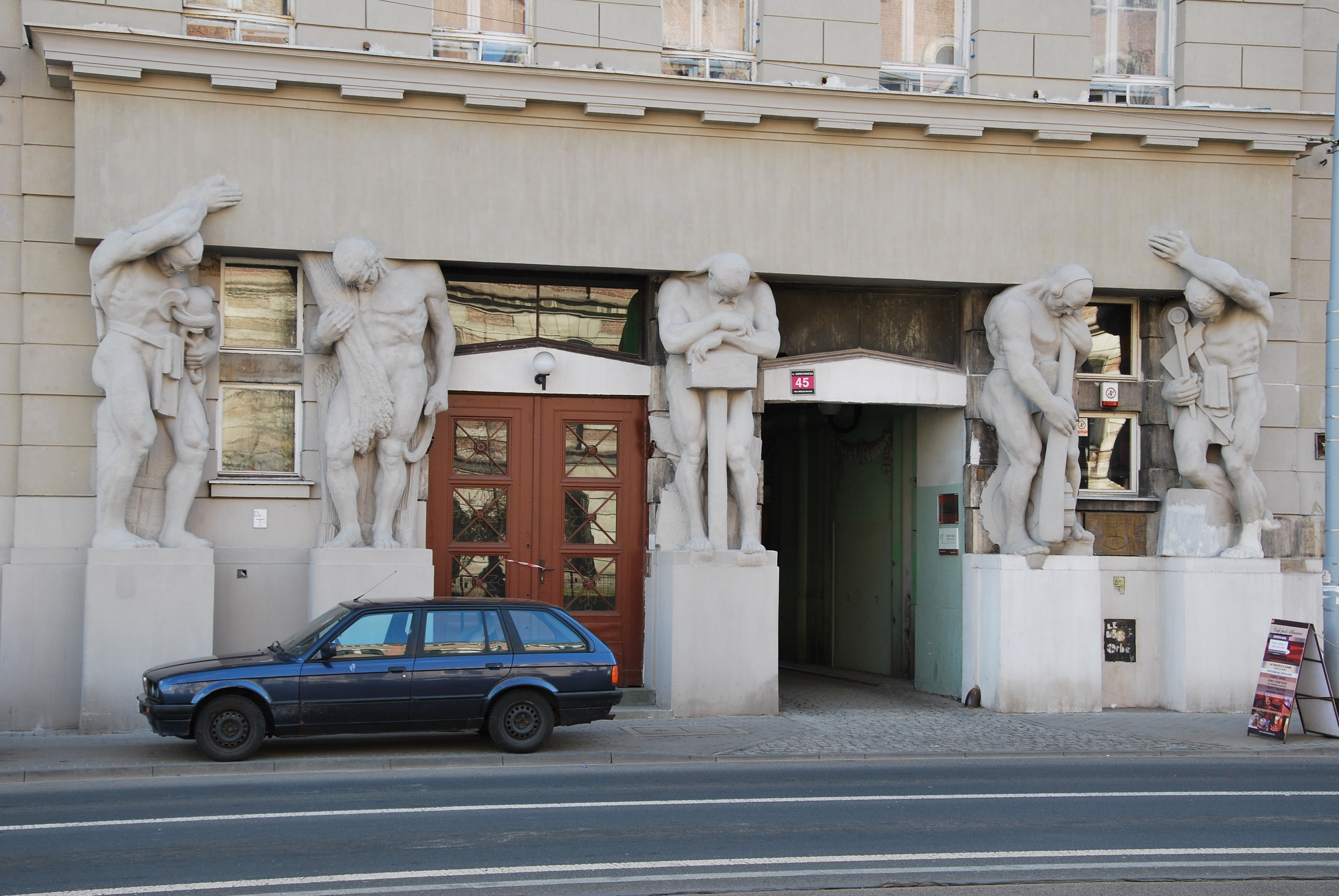
Atlanci (2011)

Główna dekoracja kamienicy skoncentrowana została w najniższej kondygnacji, gdzie zastosowane zostały potężne figury w formie monumentalnego portyku ujmującego wejście główne; autorstwa łódzkiego artysty rzeźbiarza Zygmunta Kowalewskiego, przy współudziale warszawskiego rzeźbiarza i kamieniarza – Feliksa Giecewicza.
Elewacja frontowa wzniesiona została na wysokim cokole z nieznacznie wysuniętym czteroosiowym ryzalitem środkowym, gdzie centralnie pośrodku, na wysuniętych przed lico ściany wysokich cokołach stoi pięć, dużej skali postaci Atlantów trzymających w dłoniach atrybuty symbolizujące różne dziedziny ludzkiej pracy. Cztery z tych ogromnych figur tworzą dwie pary postaci, które ustawione zostały wokół, skrajnych osi ryzalitu. Piąta, nieparzysta figura Atlanta usytuowana została centralnie na filarze, pomiędzy wejściem do sieni, a otworem bramnym. Postać ta także jako jedyna ukazana została w ujęciu frontalnym – reszta figur ustawionych w parach zwraca się ku sobie.
Postać stojąca jako pierwsza od lewej strony trzyma w dłoniach kaduceusz, czyli atrybut zaczerpnięty z mitologii greckiej, przynależący do Hermesa, który symbolizuje handel. Następna figura Atlanta jedną dłonią podtrzymuje snop siana, a w drugiej dzierży sierp, całość symbolizuje rolnictwo. Postać stojąca centralnie obiema dłońmi wspiera się na młocie, prawdopodobnie jako symbol pracy robotniczej. Trzecia postać u stóp ma koło zębate, w ręku trzyma śmigło samolotowe, a na uszach ma słuchawki; prawdopodobnie jest to symbol nowoczesnego przemysłu. Ostatnia, piąta figura, dzierży w dłoniach cyrkiel i kątownik, prawdopodobnie jako symbol pracy architekta, projektanta lub pracy umysłowej.
Postacie mocarzy są przedstawione, jakby wspierały na swoich ramionach gzyms na kroksztynach i tym samym całą wysuniętą bryłę górnych kondygnacji kamienicy. Figury Atlantów usytuowane na skraju ryzalitu środkowego dodatkowo „podtrzymują” belkowanie uniesioną do góry ręką. Na belce konstrukcyjnej wspartej na ramionach figur Atlantów znajdują się widoczne ślady pozostałe po dawnym napisie wykonanym majuskułą, określającym dawne przeznaczenie kamienicy, który brzmiał: „Pocztowa Kasa Oszczędności”.

## W kulturze
Zdobiące kamienicę postacie Atlantów pojawiły się w jednej ze scen filmu Czerwone węże z 1981 roku, nakręconego na podstawie książki o tym samym tytule, autorstwa Heleny Boguszewskiej.